# Balázs Sándor (festő)
Balázs Sándor (Tornya, 1899. április 2. – Budapest, 1963. június 30.) magyar festőművész, tanár.

## Életpályája
Balázs Sámuel és Zsíros Julianna fia. Tanulmányait 1921-től 1924-ig budapesti Képzőművészeti Főiskolán végezte, mestere Révész Imre volt. 1927-ben diplomát szerzett a szegedi Ferenc József Tudományegyetem Jog- és Államtudományi Karán, majd 1936-ban a Bölcsészettudományi Kar földrajz–történelem szakát is elvégezte. 1922-től Kecskeméten, 1942-től Újvidéken, majd 1948-tól Budapesten tanított. 1945 és 1948 között hadifogságba esett, a sztálingrádi táborban festői feladatokkal is megbízták. Látása az 1950-es évektől megromlott, később megvakult. Tagja volt a Magyar Képzőművészek Országos Szövetségének. Művészetpedagógiai tevékenysége jelentős. Fennmaradtak olajfestményei, akvarelljei, grafikái valamint plakettjei. Főként tájképei és portréi tanúsítanak művészi alázatot, érett szakmai tudást.
Felesége Pecz Klára (1918–1971). Fia Balázs Gábor (1949–2012)

## Köztéri művei
- Barátok templomának húsvéti oltárképe, Kecskemét
- Önarckép (plakett, 1939, Berlin)